# 人力资源管理系统
人力资源管理系统（英文：Human resource management system，简称：HRMS），又稱人事管理系統或人事系統，是人力资源软件的一种，人力资源管理系统有许多子系统和流程，企業可以通過人力资源管理系统对人力资源、业务流程和数据進行管理。人力资源管理系统一般有员工数据、薪资管理、招聘、福利管理、考勤、员工绩效管理、追踪和培训记录等。